# Karl Frank (Pfarrer)
Karl Emil August Frank (* 24. Dezember 1790 in Vöhl; † 14. März 1875 in Obernburg) war ein hessischer Pfarrer und Politiker und Abgeordneter der 1. und der 2. Kammer der Landstände des Großherzogtums Hessen.
Christian Frank war der Sohn des Pfarrers und Inspektors Friedrich Heinrich Alexander Frank und dessen Ehefrau Luise Friederike Elisabetha Christina, geborene Bichmann oder Buchmann. Er war der Bruder des Pfarrers, Unternehmers und Abgeordneten Christian Frank. Frank, der evangelischen Glaubens war, heiratete Wilhemine Friederike Luise Theodora geborene Klipstein.
Frank war 1831 bis 1875 Pfarrer in Obernburg.
1849 bis 1850 war er gewähltes Mitglied der Ersten Kammer der Landstände. Von 1865 bis 1865 gehörte er der Zweiten Kammer der Landstände an. Er wurde für den Wahlbezirk Oberhessen 1/Biedenkopf gewählt. Im Parlament vertrat er konservativ-liberale Positionen.